# Cúp FA Hàn Quốc 1999
Cúp FA Hàn Quốc 1999, hay Cúp FA Sambo Computer vì lý do tài trợ, là mùa giải thứ tư của Cúp FA Hàn Quốc.

## Kết quả

### Vòng Một
| Chonbuk Hyundai Dinos                   | 2 – 1 | Đại học Honam     |
| --------------------------------------- | ----- | ----------------- |
| Rogerio Prateat 48' · Park Sung-Bae 57' |       | Kim Seung-Hyun 9' |

| Suwon Samsung Bluewings | 0 – 1 | Korea National Railroad |
| ----------------------- | ----- | ----------------------- |
|                         |       | Kim Chan-Seok 67'       |

| Cheonan Ilhwa Chunma                                                         | 4 – 0 | Đại học Ajou |
| ---------------------------------------------------------------------------- | ----- | ------------ |
| Shin Tae-Yong 23' · Kim Young-chul 44' · Park Nam-Yeol 69' · Jang Dae-Il 84' |       |              |

| Bucheon SK                                   | 4 – 0 | Gangneung City |
| -------------------------------------------- | ----- | -------------- |
| Kim Gi-Dong 1', 78' · Yoon Jung-Chun 4', 55' |       |                |

### Vòng 16 đội
| Chunnam Dragons                                                    | 5 – 0 | Seoul City |
| ------------------------------------------------------------------ | ----- | ---------- |
| Choi Moon-Sik 20' · César 27', 57' · Roh Sang-Rae 29' · Maciel 38' |       |            |

| Ulsan Hyundai Horangi                                                       | 4 – 2 | Hyundai Mipo Dockyard               |
| --------------------------------------------------------------------------- | ----- | ----------------------------------- |
| Jang Cheol-Min 5' · Kim Hyun-Seok 24' · Ahn Hong-Min 28' · Je Young-Jin 64' |       | Ahn Moo-Yeon 49' · Kim Young-Gi 55' |

| Pohang Steelers | 1 – 2 | Sangmu                              |
| --------------- | ----- | ----------------------------------- |
| Kim Se-In 77'   |       | Lee Min-Sung 27' · Lee Yong-Woo 50' |

| Anyang LG Cheetahs                                      | 4 – 1 | Đại học Dankook |
| ------------------------------------------------------- | ----- | --------------- |
| Choi Yong-Soo 4' (ph.đ.), 12', 63' · Wang Jung-Hyun 27' |       | Kim Jang-Gon 9' |

| Korea National Railroad | 1 – 0 (h.p) | Đại học Jeonju |
| ----------------------- | ----------- | -------------- |
| Lee Kwang-Jin 104'      |             |                |

| Chonbuk Hyundai Dinos                                     | 3 – 2 | Daejeon Citizen                        |
| --------------------------------------------------------- | ----- | -------------------------------------- |
| Byun Jae-Seob 56' · Park Sung-Bae 74' · Oh Kwang-Hoon 79' |       | Jung Seong-Cheon 26' · Gong O-Kyun 58' |

| Bucheon SK      | 1 – 0 | Đại học Soongsil |
| --------------- | ----- | ---------------- |
| Lee Won-Sik 42' |       |                  |

| Cheonan Ilhwa Chunma                                                    | 3 – 1 | Pusan Daewoo Royals |
| ----------------------------------------------------------------------- | ----- | ------------------- |
| Lee Sang-Yoon 32' · Jang Dae-Il 78' (ph.đ.) · Park Nam-Yeol 81' (ph.đ.) |       | Lee Ki-Bu 58'       |

### Tứ kết
| Chonbuk Hyundai Dinos          | 2 – 1 (h.p) | Chunnam Dragons   |
| ------------------------------ | ----------- | ----------------- |
| Park Sung-Bae 84' (ph.đ.) 119' |             | Kim Jong-Hyun 81' |

| Ulsan Hyundai Horangi                    | 3 – 1 | Korea National Railroad |
| ---------------------------------------- | ----- | ----------------------- |
| Ahn Hong-Min 22', 49' · Victor Shaka 90' |       | Lee Kwang-Jin 31'       |

| Cheonan Ilhwa Chunma | 1 – 0 | Sangmu |
| -------------------- | ----- | ------ |
| Kim Young-chul 10'   |       |        |

| Anyang LG Cheetahs             | 2 – 0 | Bucheon SK |
| ------------------------------ | ----- | ---------- |
| Choi Yong-Soo 35' (ph.đ.), 81' |       |            |

### Bán kết
| Chonbuk Hyundai Dinos | 0 – 0 | Ulsan Hyundai Horangi |
| --------------------- | ----- | --------------------- |
|                       |       |                       |
| Loạt sút luân lưu     |       |                       |
|                       | 5 – 3 |                       |

| Cheonan Ilhwa Chunma           | 2 – 1 | Anyang LG Cheetahs |
| ------------------------------ | ----- | ------------------ |
| Shin Tae-Yong 52' (ph.đ.), 75' |       | Oleg 70'           |

### Chung kết
| Cheonan Ilhwa Chunma                               | 3 – 0 | Chonbuk Hyundai Dinos |
| -------------------------------------------------- | ----- | --------------------- |
| Shin Tae-Yong 31' (ph.đ.) · Park Nam-Yeol 58', 84' |       |                       |

| Cúp FA Hàn Quốc Đội vô địch 1999        |
| --------------------------------------- |
| Cheonan Ilhwa Chunma Danh hiệu đầu tiên |

## Giải thưởng
- Cầu thủ xuất sắc nhất giải đấu: Park Nam-Yeol (Cheonan Ilhwa Chunma)
- Vua phá lưới: Choi Yong-Soo (5 bàn) (Anyang LG Cheetahs)